# 淡嘴啄木
屬於啄木鸟科紅頭啄木鳥屬。該鳥分布於墨西哥到巴拿马。

## 物種描述
該鸟身长31—38公分。指名亞種C. g. guatemalensis体重225—244公克，亚种C. g. regius体重263—282公克。:532
淡嘴啄木為兩性異形的物種，其中雄鳥頭部為全紅色；而雌鳥僅頭側為紅色、喉則為黑色，外觀上類似於護目鏡。:532其頸、胸部為黑色，胸下呈淡黃白色，翅黑至褐黑之間，且在腹部帶有黑褐色的橫條紋，瞳孔淡黃色，眼眶為灰色、腿介於淡綠灰色灰褐色之間。:532幼鳥體色偏暗褐色，下半身的條紋不太明顯；鳥喙和眼睛顏色較暗；頭部顏色類似於雌鳥，但更偏橙色。

## 分布与栖息地
該鳥亚种分布如下：
- C. g. regius：分布於墨西哥东部，位于塔毛利帕斯州和維拉克鲁茲州之间
- C. g. nelsoni：分布於墨西哥西部，位于索诺拉州和瓦哈卡州之间
- C. g. guatemalensis：分布於維拉克魯茲州、恰帕斯州和尤卡坦半岛以南，穿越伯利兹、危地马拉、萨尔瓦多、洪都拉斯、尼加拉瓜和哥斯达黎加到巴拿马西部

## 行为
淡嘴啄木主要以蟲為食，天牛科、甲蟲和螞蟻的幼蟲占其主要飲食的70％以上；其餘部分則為漿果或水果類，常常在大樹的枯枝上或樹冠中覓食。:532其繁殖季視地區會有所不同：墨西哥和中美洲為一月至五月，更南部的族群則在八月至十二月間繁殖，為全年成對的鳥類，每窩產2枚卵。:532淡嘴啄木敲擊樹木時相當有力，頻率為每次敲擊2—3次、每分鐘一至兩次，最多會連續敲擊7次。

## 物種状态
国际自然保护联盟（IUCN）将該鸟评估为「無危物种」。雖然該物種的分布范围廣大，但其數量趨勢呈下降的狀態，估计約有五萬隻可繁殖的成鳥。儘管如此，目前仍尚未确定有任何的直接性威胁。但因這種鳥類需要在大树上觅食，因此此物種在森林遭到砍伐的地区難以生存。在墨西哥該鳥被列为《墨西哥官方规范》NOM-059-SEMARNAT-2010的「特别保护對象」。

## 外部連結
- 维基共享资源上的相關多媒體資源：淡嘴啄木
- 維基物種上的相關：淡嘴啄木
- VIREO上淡嘴啄木的圖片
- Xeno-canto上有关Campephilus guatemalensis的錄音